# 耶米赛奇兹·穆罕穆德·塞利比
耶米赛奇兹·穆罕穆德·塞利比（土耳其語：Yirmisekiz Mehmed Çelebi；约17世纪60年代—1732年），鄂圖曼帝國驻法国大使，出身於埃迪尔内的军界家庭，是当时杰出的外交家。